# Her Words Came True
Her Words Came True (o Her Words Come True) è un cortometraggio muto del 1911. Il nome del regista non viene riportato nei credit del film prodotto dalla Selig Polyscope Company.

## Produzione
Il film fu prodotto da William Nicholas Selig per la sua compagnia, la Selig Polyscope Company.

## Distribuzione
Distribuito dalla General Film Company, il film - un cortometraggio di 150 metri - uscì nelle sale cinematografiche statunitensi il 20 marzo 1911.
Nelle proiezioni, veniva programmato con il sistema dello split reel, accorpato in un'unica bobina con un altro cortometraggio prodotto dalla Selig, il drammatico One Hundred Years After.